# Рудрасімха I
Рудрасімха I — індійський правитель з династії Західні Кшатрапи.